# 結紮
结扎俗稱紮男紮女、紮男女，是指使用一定的手段（例如使用羊肠线）将人体或者其他生物体的某些管道（例如血管、输精管或者输卵管等）扎住或者起到同样的效果，通常被认为是一种小手术。
有时候，“结扎”被用于特指男性的输精管结扎术或者女性的输卵管结扎术，这些手术早期是永久的不可逆向的避孕手术，惟现在的医学已经能够实施输精管复通术和输卵管复通术。